# Andrés Alsina
Andrés Alsina (Montevideo, 8 de noviembre de 1946) es un escritor, periodista, editor, y docente uruguayo.  Becario Guggenheim  y ganador del Premio Juan Rulfo de Radio Francia Internacional.

## Biografía
Emigró solo a Buenos Aires en 1963 sin haber terminado enseñanza secundaria. Tras diversos trabajos, se inició en periodismo en 1967 en el semanario Confirmado, bajo la secretaría de Horacio Verbitsky, quien lo llevó consigo al naciente diario La Opinión. En 1968 y por un año, Alsina y Verbitsky, colaboraron en el semanario CGT de los Argentinos, bajo la dirección de Rodolfo Walsh. Con Walsh aprendió rudimentos del periodismo investigativo y fue su colaborador en varias de las series que publicó el semanario; entre ellas, La secta de la picana, La secta del gatillo alegre, y en tareas instrumentales y muy secundarias, en Quién mató a Rosendo.

### Años 70
Preso en abril de 1972 por ser vinculado al ERP (Ejército Revolucionario del Pueblo), fue amnistiado por el fin de la dictadura cívico militar de Onganía-Levingston-Lanusse el 25 de mayo de 1973. Secretario de redacción del diario El Mundo hasta su clausura por el gobierno peronista en enero de 1974, y del semanario Nuevo Hombre, que cerró más adelante ese mismo año. Tras una clandestinidad que incluyó el ejercicio del periodismo, emigró a Suecia el 17 de agosto de 1977, para regresar desde allí a Montevideo en diciembre de 1985. En Suecia trabajó en limpieza, de intérprete, de asistente social y a partir de 1979 y hasta 1988 para el periódico en español para inmigrantes Invandrartidning, e intermitentemente para Radio Nacional de Suecia en el programa en español Panorama, para el que siguió colaborando como corresponsal desde Montevideo hasta 1990.

### Regreso a Uruguay
En Montevideo trabajó en el diario El Día desde febrero de 1986 hasta su cierre en enero de 1991, en cortos períodos como secretario de redacción en los diarios La Mañana (1991) y El Diario (1995), y como colaborador externo en el mensuario Punto y Aparte (1987-90). En 1991 ingresó al diario El Observador, de donde salió en 1995 para volver como personal externo hasta 2006; allí desempeñó una variedad de funciones periodísticas (menos escribir de política nacional) entre las que se destaca la sección Miradas urbanas que ocupó durante cinco años la contratapa del diario.
En 2013 se incorporó a Ediciones Olímpica, donde condujo la revista Rocket y participó en la organización de diversos talleres del género narrativo, en conjunto con Roberto López Belloso. Escribió notas para el semanario Brecha entre 2015 y 2016. Actualmente escribe en La Diaria y en el portal web argentino El cohete a la luna.

### Actividad docente
En 1994 dio clases en la Facultad de Comunicaciones de la Universidad Católica Dámaso Antonio Larrañaga, de Montevideo (Taller de periodismo, cuarto año)
Desde 2006 y durante una década fue profesor en la Facultad de Comunicación y Diseño de la Universidad ORT, también de Montevideo, donde enseñó Reportaje y Periodismo narrativo (en 5º y 7º semestres).
Alsina fue galardonado con el Premio Legión del Libro otorgado por la Cámara Uruguaya del Libro.

## Reconocimientos
- Becario Guggenheim (2001, junto a Ana Solari).
- Premio Juan Rulfo. Radio Francia Internacional (2003).
- Premio Anual del Ministerio de Educación y Cultura, por Oficios del Tiempo (1998)

## Obra
- Comunicadores sociales en la década del 90: formación y roles profesionales. En coautoría con Luciano Álvarez y Lennart Weibulll. Fundación de Cultura Universitaria, Instituto de Comunicación y Desarrollo. Montevideo, 1989.
- Oficios del Tiempo. Con fotografía de Carlos Contrera. Alfaguara, Montevideo 1998. Reeditada en 2009 por El Galeón/Cruz del Sur.
- Secretos Públicos: el difícil acceso a la información del Estado y la necesidad de transparencia. En coautoría con Mariana Zabala. Editorial Fin de Siglo. Montevideo, 2008.
- Silencio, violencia doméstica (un caso). Unifem. Montevideo, 2009.
- Historias de verdad. Irrupciones Grupo Editor. Montevideo, 2011.
- Frente a Frente: la crisis del Frente Amplio. Editorial Fin de Siglo. Montevideo, 2014.[6]
- Montevideanas. Editorial Tren en Movimiento. Buenos Aires, 2016.